# Museu Municipal da Vidigueira
O Museu Municipal da Vidigueira localiza-se na Praça Vasco da Gama na Vidigueira e encontra-se instalado no antigo edifício antes ocupado pela Escola Primária Vasco da Gama, que foi remodelado e adaptado a espaço museológico.
O espaço organiza-se em dois grandes núcleos temáticos de leitura independente, entrando em linha de conta o aproveitamento museológico do próprio edifício, cuja memória, enquanto Escola Primária, merece ser preservada. No primeiro núcleo é retratada a história no concelho, desde a inauguração do edifício da Escola, em 1884, até ao final da sua utilização como estabelecimento de ensino em 1991.
O segundo núcleo dá-nos uma visão do quadro económico das décadas de 30 e seguintes, através dos ofícios, comércio, agricultura e pequena indústria do concelho.
A colecção etnográfica é composta por um conjunto heterogéneo de objectos provenientes na sua quase totalidade de doações particulares, pertencentes a artesãos, comerciantes, agricultores e pequenos industriais da comunidade, dispostos de modo a possibilitar a integração do maior número possível de espécimes numa visão coerente.
A exposição desses materiais permite de certo modo reconstituir a história local de ofícios e profissões exercidos por um conjunto de artesãos e pequenos proprietários que, não desempenhando as tarefas habitualmente exercidas pela maioria da população – as agrícolas – constituíam uma importante parte do tecido social da época.
A criação desse espaço museológico pretende, sobretudo, contribuir para a compreensão da cultura e da história económica e social recentes e proporcionar ao visitante o contacto com núcleos temáticos que, de alguma forma, representam a memória etnográfica da população.